# Xã Indian Creek, Quận Monroe, Missouri
Xã Indian Creek (tiếng Anh: Indian Creek Township) là một xã thuộc quận Monroe, tiểu bang Missouri, Hoa Kỳ. Năm 2010, dân số của xã này là 160 người.